# Джефферсон, Ван
Ванчи Лашон Джефферсон—младший (англ. Vanchi LaShawn Jefferson Jr.; 26 июля 1996, Джэксонвилл, Флорида) — профессиональный футболист, выступающий на позиции уайд ресивера в клубе НФЛ «Лос-Анджелес Рэмс». Победитель Супербоула LVI. На студенческом уровне играл за команды Миссисипского и Флоридского университетов. На драфте НФЛ 2020 года был выбран во втором раунде.

## Биография
Ван Джефферсон родился 26 июля 1996 года в Джэксонвилле в семье Шона и Марии Джефферсон. Его отец в течение тринадцати лет играл в НФЛ, после окончания карьеры работал тренером. Ван окончил старшую школу Рейвенвуд в штате Теннесси. На момент выпуска ESPN, Scout.com и Rivals.com включали его в число десяти самых перспективных игроков в штате. Он претендовал на титул Мистер Футбол в Теннесси, принял участие в матче всех звёзд школьного футбола.

### Любительская карьера
В 2015 году Джефферсон поступил в Миссисипский университет. Первый год обучения он провёл в статусе освобождённого игрока, тренируясь с командой, но не принимая участия в матчах. В турнире NCAA он дебютировал в сезоне 2016 года. Он сыграл в двенадцати матчах, выходя на поле в стартовом составе на месте слот-ресивера. Также тренеры использовали его как специалиста по возврату пантов. Сезон Джефферсон завершил с 543 ярдами и тремя тачдаунами на приёме. В 2017 году он сыграл в десяти матчах, набрал 456 ярдов и стал вторым в команде по количеству приёмов мяча.
В 2018 году Джефферсон перевёлся во Флоридский университет. В составе «Гейторс» он сразу же занял место в основном составе, сыграл во всех тринадцати играх сезона. По его итогам он стал лучшим принимающим команды по основным статистическим показателям: числу приёмов, количеству ярдов и тачдаунов на приёме. Также тринадцать матчей в стартовом составе Джефферсон сыграл и в сезоне 2019 года. Суммарно за четыре сезона своей студенческой карьеры он набрал 2 519 ярдов и сделал 16 тачдаунов.

#### Статистика выступлений в NCAA
| Сезон | Команда         | Игры | Приём | Приём | Приём | Приём | Вынос | Вынос | Вынос | Вынос |
| Сезон | Команда         | Игры | Rec   | Yds   | Y/A   | TD    | Att   | Yds   | Y/A   | TD    |
| ----- | --------------- | ---- | ----- | ----- | ----- | ----- | ----- | ----- | ----- | ----- |
| 2015  | Ол Мисс Ребелс  | 0    | 0     | 0     | 0,0   | 0     | 0     | 0     | 0,0   | 0     |
| 2016  | Ол Мисс Ребелс  | 12   | 49    | 543   | 11,1  | 3     | 5     | 40    | 8,0   | 0     |
| 2017  | Ол Мисс Ребелс  | 10   | 42    | 456   | 10,9  | 1     | 0     | 0     | 0,0   | 0     |
| 2018  | Флорида Гейторс | 13   | 35    | 503   | 14,4  | 6     | 0     | 0     | 0,0   | 0     |
| 2019  | Флорида Гейторс | 13   | 49    | 657   | 13,4  | 6     | 1     | 7     | 7,0   | 0     |
| Всего | Всего           | 48   | 175   | 2 159 | 12,3  | 16    | 6     | 47    | 7,8   | 0     |

### Профессиональная карьера
В феврале 2020 года Джефферсон из-за травмы не смог принять участие в показательных тренировках в Индианаполисе. Отмечалось, что это обстоятельство может ухудшить его положение перед драфтом. Большинство специалистов прогнозировало ему выбор в третьем или четвёртом раунде. Одним из главных достоинств Вана перед драфтом называли его умение работать на маршрутах, важное для игрока уровня НФЛ. Другими сильными сторонами были высокая скорость, способность обыгрывать защитников при игре один на один, надёжность его рук — за четыре сезона в колледже он допустил всего тринадцать ошибок при приёме мяча. К потенциальным проблемам, кроме перенесённой травмы ноги, относили ограниченный потенциал для развития его атлетизма и трудности в игре против физически более мощных соперников. Беспокойство вызывали общая невысокая результативность Джефферсона и небольшое количество ярдов, набираемых им после ловли мяча.
На драфте Джефферсон был выбран клубом «Лос-Анджелес Рэмс» во втором раунде под общим 57 номером. В августе он подписал с клубом четырёхлетний контракт на общую сумму 5,6 млн долларов. Он стал четвёртым принимающим команды после Роберта Вудса, Купера Каппа и Джоша Рейнолдса. В НФЛ он дебютировал на первой игровой неделе сезона 2020 года в игре против «Далласа», отличившись приёмом на 31 ярд. По ходу сезона Джефферсон был игроком запаса, но принял участие во всех шестнадцати матчах регулярного чемпионата, набрав 220 ярдов с одним тачдауном. Ещё один тачдаун он сделал в игре дивизионного раунде плей-офф против «Грин-Бэй Пэкерс». В 2021 году его роль в нападении команды существенно выросла. Он сыграл в стартовом составе в семнадцати играх регулярного чемпионата и стал вторым среди принимающих с 802 набранными ярдами. Вместе с «Рэмс» Джефферсон стал победителем Супербоула LVI, в решающем матче он сделал четыре приёма на 23 ярда.

#### Статистика выступлений в НФЛ

##### Регулярный чемпионат
| Сезон | Команда           | Игры | Приём | Приём | Приём | Приём | Вынос | Вынос | Вынос | Вынос |
| Сезон | Команда           | Игры | Rec   | Yds   | Y/A   | TD    | Att   | Yds   | Y/A   | TD    |
| ----- | ----------------- | ---- | ----- | ----- | ----- | ----- | ----- | ----- | ----- | ----- |
| 2020  | Лос-Анджелес Рэмс | 16   | 19    | 220   | 11,6  | 1     | 1     | -1    | -1,0  | 0     |
| 2021  | Лос-Анджелес Рэмс | 17   | 50    | 802   | 16,0  | 6     | 2     | 20    | 10,0  | 0     |
| Всего | Всего             | 33   | 69    | 1022  | 14,8  | 7     | 3     | 19    | 6,3   | 0     |

##### Плей-офф
| Сезон | Команда           | Игры | Приём | Приём | Приём | Приём | Вынос | Вынос | Вынос | Вынос |
| Сезон | Команда           | Игры | Rec   | Yds   | Y/A   | TD    | Att   | Yds   | Y/A   | TD    |
| ----- | ----------------- | ---- | ----- | ----- | ----- | ----- | ----- | ----- | ----- | ----- |
| 2020  | Лос-Анджелес Рэмс | 2    | 6     | 46    | 7,7   | 1     | 0     | 0     | 0,0   | 0     |
| 2021  | Лос-Анджелес Рэмс | 4    | 9     | 102   | 11,3  | 0     | 1     | 15    | 15,0  | 0     |
| Всего | Всего             | 6    | 15    | 148   | 9,9   | 1     | 1     | 15    | 15,0  | 0     |